# Vladan Krasavac
Vladan Krasavac (* 15. April 1971 in Loznica) ist ein ehemaliger serbisch-bosnischer Handballspieler.

## Karriere
Seine Laufbahn begann der 1,97 Meter große Torhüter beim serbischen Club Metaloplastika Šabac. Nach seinem Wechsel zu Jugopetrol Železničar Niš führte ihn seine internationale Karriere zu Clubs in Italien, Slowenien, Mazedonien und in die Schweiz. Für die jugoslawische Nationalmannschaft bestritt er 34 Länderspiele, dazu kommen 30 internationale Einsätze für Bosnien. Zu seinen Erfolgen zählen weiterhin acht nationale Titel in Serbien, Italien und der Schweiz. Auf europäischer Ebene verfügt er über Erfahrungen aus der fünffachen Teilnahme am EHF-Pokal, der zweifachen Teilnahme am EHF Challenge Cup sowie einer Teilnahme an der EHF Champions League. 2008 wechselte er nach Deutschland zur HSG Wetzlar. 2010 wurde sein Vertrag nicht verlängert und Krasavac durch Miloš Hačko abgelöst. Ab Mai 2011 stand beim Bundesligisten VfL Gummersbach, als Ersatz für den Verletzten Goran Stojanovic, bis zum Saisonende unter Vertrag.

## Privates
Krasavac ist gelernter Gartenbauingenieur. Er ist verheiratet und hat zwei Töchter.